# Abuso de antibióticos
El abuso de antimicrobianos, es decir, su uso incorrecto, es una práctica frecuente y dañina para la salud individual y, según la Organización Mundial de la Salud, para la salud pública mundial. Este es un factor que contribuye al desarrollo de la resistencia a antibióticos, así como la creación de bacterias multidrogorresistentes, también llamadas superbacterias: bacterias relativamente inofensivas, que desarrollan resistencia a múltiples antibióticos y causan infecciones que pueden poner en riesgo la vida. 
El uso de antibióticos cuando no son necesarios, en dosis incorrectas, la interrupción prematura del tratamiento y el uso de fármacos de mala calidad son algunas de las «posibles causas de fracaso antibiótico». Además pueden causar «efectos tóxicos», como daños a la flora intestinal.

## Mal uso de antibióticos
El empleo de los antibióticos está determinado por diversos factores como: los «conocimientos y actitudes respecto de los medicamentos», la «organización de los sistemas de salud» y factores «socio-demográficos, culturales, económicos, políticos y regulatorios». El tratamiento con estos fármacos se debería limitar a los «casos en los que este enfoque se justifique». Por lo tanto, antes de iniciar estos tratamientos, en las infecciones se debería confirmar la etiología bacteriana, identificar los microorganismos implicados y conocer la resistencia presente en el área. En este sentido, la «falta de conocimientos o información», el «pedido del paciente» y la «obtención de ganancias por venta de medicamentos», son algunas de las causas del mal uso de los antibióticos.
Según la Organización Mundial de la Salud (OMS), «debido a su disponibilidad generalizada, a su costo generalmente bajo y a su relativa seguridad», los antibióticos son algunos de los medicamentos más incorrectamente empleados. En diversas situaciones se puede caer en un mal uso de antibióticos, especialmente cuando no son el tratamiento adecuado, como en el caso de infecciones virales. Ejemplos de lo anterior son: la influenza, el resfriado común, bronquitis, algunas infecciones óticas y la gastroenteritis viral.

## Consecuencias
Una de las consecuencias más importantes del abuso de antibióticos es la aparición de resistencia a antibióticos, es decir, mecanismos desarrollados por las bacterias que «restan eficacia o hacen inútil un antibiótico». Ejemplo de ello es el Staphylococcus aureus resistente a la meticilina, o los enterococos resistentes a la vancomicina. En su reporte «Antimicrobial resistance: global report on surveillance 2014», la OMS aseguró que esta situación «pone en peligro los logros de la medicina moderna». De acuerdo a Brady, Aldrich y Fishman (2003), otras complicaciones son: problemas renales, colitis por Clostridioides difficile, fiebre por antibióticos y reacciones alérgicas graves. Por otro lado, las bacterias pueden desarrollar resistencia a múltiples fármacos (superbacterias). Este tipo de situaciones implica un peor pronóstico para el paciente y un mayor costo institucional y financiero.